# Fortune Global 500
Fortune Global 500 este un clasament al celor mai mari companii din lume după cifra de afaceri, întocmit de prestigioasa revistă de afaceri Fortune.